# ونرسل
ونرسل (به فرانسوی: Venarsal) یک کامین در فرانسه است که در Canton of Malemort-sur-Corrèze واقع شده‌است.

## خصوصیات
ونرسل ۳٫۱۴ کیلومترمربع مساحت و ۴۵۹ نفر جمعیت دارد.